# Kallima apicalis
Kallima apicalis är en fjärilsart som beskrevs av Moore 1878. Kallima apicalis ingår i släktet Kallima och familjen praktfjärilar. Inga underarter finns listade i Catalogue of Life.